# Lanton (Scottish Borders)
Lanton ist eine Ortschaft in der schottischen Council Area Scottish Borders beziehungsweise in der traditionellen Grafschaft Roxburghshire. Sie liegt rund drei Kilometer nordwestlich von Jedburgh und 13 Kilometer nordöstlich von Hawick nahe dem rechten Ufer des Teviot.

## Geschichte
Rund einen Kilometer östlich von Lanton finden sich die Ruinen des Tower House Timpendean Tower. Der Wehrturm geht auf das 16. Jahrhundert zurück. Die umgebenden Wallanlagen deuten jedoch auf eine frühere befestigte Anlage am Standort hin. Im 18. Jahrhundert entstand unweit das heute denkmalgeschützte Taubenhaus von Knowesouth. Nach Beendigung seines Staatsdienstes in Indien erwarb Thomas Elliott Ogilvie in den 1780er Jahren ein Anwesen nahe Lanton. Bis 1790 entstand dort die Landvilla Chesters House.
Antony Fasson, der als Leutnant der britischen Marine diente, wurde 1913 in Lanton geboren. Während des Zweiten Weltkriegs barg er vom sinkenden U-Boot U 559 Codebücher, die entscheidend zur Entschlüsselung des Enigma-M4-Codes waren.
Im Jahre 1961 wurden in Lanton 68 Einwohner gezählt.

## Verkehr
Wenige hundert Meter nördlich von Lanton verläuft die A698 (Hawick–Berwick-upon-Tweed). Sie bindet die Ortschaft im Osten bei Ancrum an die A68 (Edinburgh–Darlington) und im westlich gelegenen Hawick an die A7 (Edinburgh–Carlisle) an.